# Black Rod

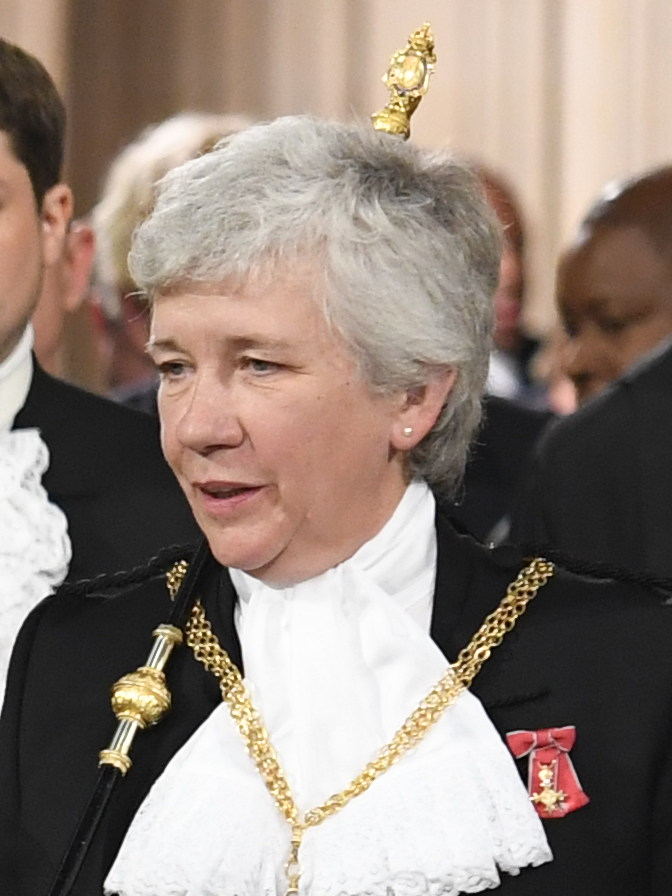
Sarah Clarke, Black Rod sinds 2018

De Gentleman Usher of the Black Rod, of, indien vrouwelijk, Lady Usher of the Black Rod, meestal simpelweg afgekort tot Black Rod, is een official in een aantal parlementen in het Gemenebest van Naties. De functie is afkomstig uit het Britse Hogerhuis. Het equivalent in het Lagerhuis is de Serjeant at Arms. Deze functie bestaat al sinds 1350. De huidige Black Rod is sinds 2018 Sarah Clarke, de eerste vrouw in deze functie.

## Functies
De Black Rod is het aanspreekpunt van de vorst en als secretaris van de Lord Great Chamberlain is hij verantwoordelijk als deurwachter bij besprekingen van de Orde van de Kousenband. Als Bewaker van de Deuren van het Hogerhuis is hij verantwoordelijk voor de toelating van vreemden in het Hogerhuis. Het salaris voor deze functie bedroeg in 2008 £81.600 (ongeveer €92.000).

## Ceremoniële functies
Jaarlijks opent de vorst het parlementaire jaar door de troonrede voor te lezen in het Hogerhuis. Als deze de troon bestijgt, geeft deze een klein knikje aan Black Rod. Hij legt dan de korte afstand af naar het Lagerhuis, waar de deuren openstaan. Als Black Rod vlak voor de deur staat, wordt de deur in zijn gezicht gesloten. Nadat hij driemaal met zijn staf op de deur van het Lagerhuis heeft geklopt, wordt de deur weer geopend. Black Rod treedt binnen en zegt: "De koning beveelt dit nobele huis om direct naar Hare (Zijne) Majesteit in het Hogerhuis te komen. Op dat moment lopen alle leden van het Lagerhuis naar het Hogerhuis, waar de koning of koningin aan zijn of haar rede begint. Dit ritueel is afkomstig van Koning Charles I, die probeerde vijf leden van het Lagerhuis te arresteren in 1642. Dit werd gezien als schending van het privilege van de kamer om vrij te vergaderen zonder interruptie van de koning, hoewel hij wel het recht had de kamer te betreden. Sindsdien heeft het Hogerhuis zijn recht de vertegenwoordiger van de monarch de leden van het Lagerhuis naar het Hogerhuis te vragen gehandhaafd, al is dit niet wettelijk vastgelegd.